# Burgeatine

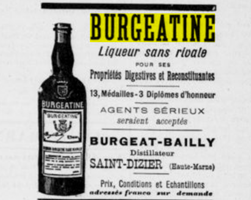
Burgeatine

 (mars 2021).
La mise en forme du texte ne suit pas les recommandations de Wikipédia : il faut le « wikifier ».
Les points d'amélioration suivants sont les cas les plus fréquents. Le détail des points à revoir est peut-être précisé sur la page de discussion.
- Les titres sont pré-formatés par le logiciel. Ils ne sont ni en capitales, ni en gras.
- Le texte ne doit pas être écrit en capitales (les noms de famille non plus), ni en gras, ni en italique, ni en « petit »…
- Le gras n'est utilisé que pour surligner le titre de l'article dans l'introduction, une seule fois.
- L'italique est rarement utilisé : mots en langue étrangère, titres d'œuvres, noms de bateaux, etc.
- Les citations ne sont pas en italique mais en corps de texte normal. Elles sont entourées par des guillemets français : « et ».
- Les listes à puces sont à éviter, des paragraphes rédigés étant largement préférés. Les tableaux sont à réserver à la présentation de données structurées (résultats, etc.).
- Les appels de note de bas de page (petits chiffres en exposant, introduits par l'outil «  Source ») sont à placer entre la fin de phrase et le point final[comme ça].
- Les liens internes (vers d'autres articles de Wikipédia) sont à choisir avec parcimonie. Créez des liens vers des articles approfondissant le sujet. Les termes génériques sans rapport avec le sujet sont à éviter, ainsi que les répétitions de liens vers un même terme.
- Les liens externes sont à placer uniquement dans une section « Liens externes », à la fin de l'article. Ces liens sont à choisir avec parcimonie suivant les règles définies. Si un lien sert de source à l'article, son insertion dans le texte est à faire par les notes de bas de page.
- La présentation des références doit suivre les conventions bibliographiques. Il est recommandé d'utiliser les modèles {{Ouvrage}}, {{Chapitre}}, {{Article}}, {{Lien web}} et/ou {{Bibliographie}}. Le mode d'édition visuel peut mettre en forme automatiquement les références.
- Insérer une infobox (cadre d'informations à droite) n'est pas obligatoire pour parachever la mise en page.

Pour une aide détaillée, merci de consulter Aide:Wikification.
Si vous pensez que ces points ont été résolus, vous pouvez retirer ce bandeau et améliorer la mise en forme d'un autre article.
 (mars 2021).
Si vous disposez d'ouvrages ou d'articles de référence ou si vous connaissez des sites web de qualité traitant du thème abordé ici, merci de compléter l'article en donnant les références utiles à sa vérifiabilité et en les liant à la section « Notes et références ».

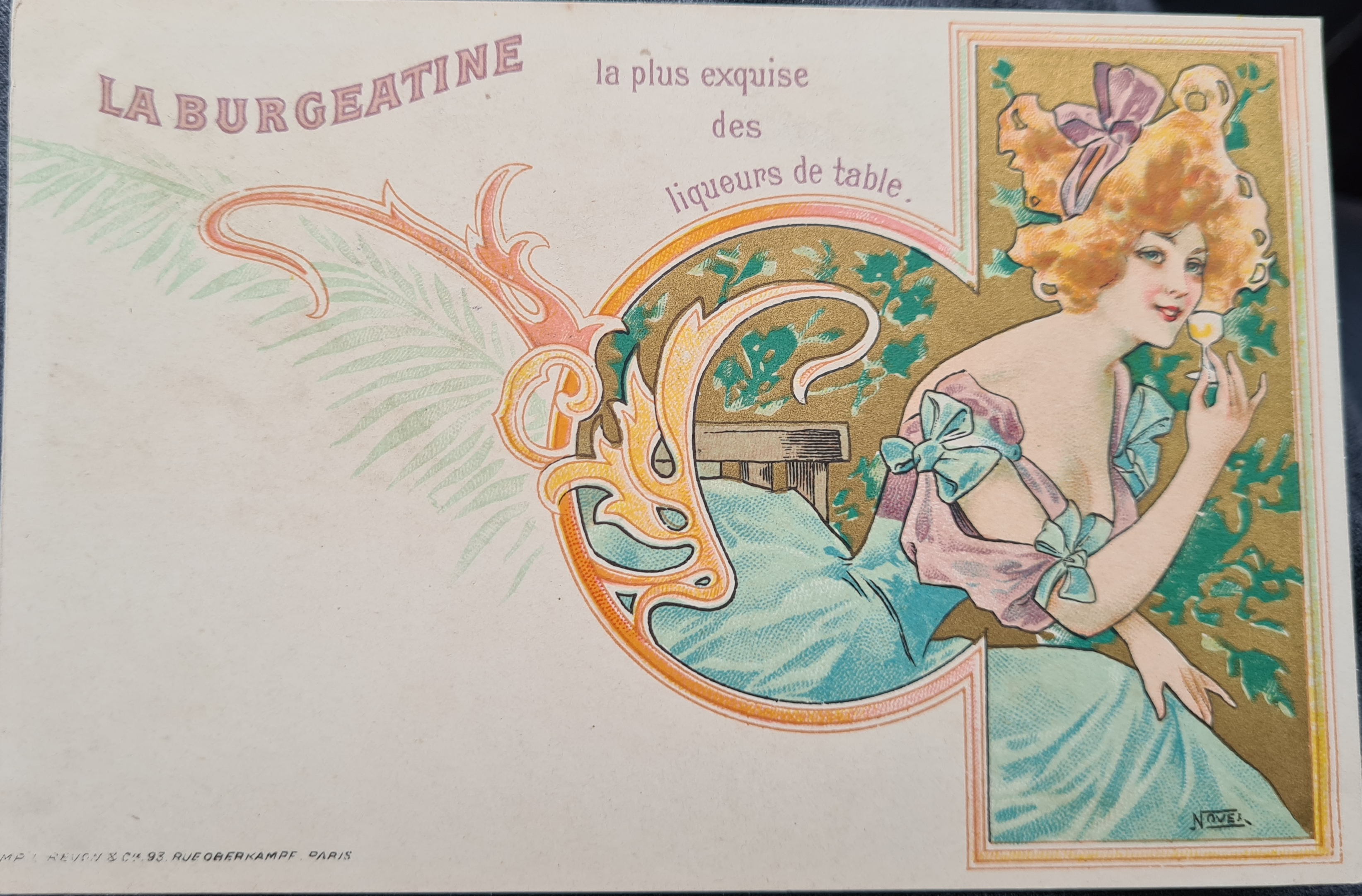
Liqueur La Burgeatine

La Burgeatine est une marque de liqueur française créée en 1854.

## Histoire

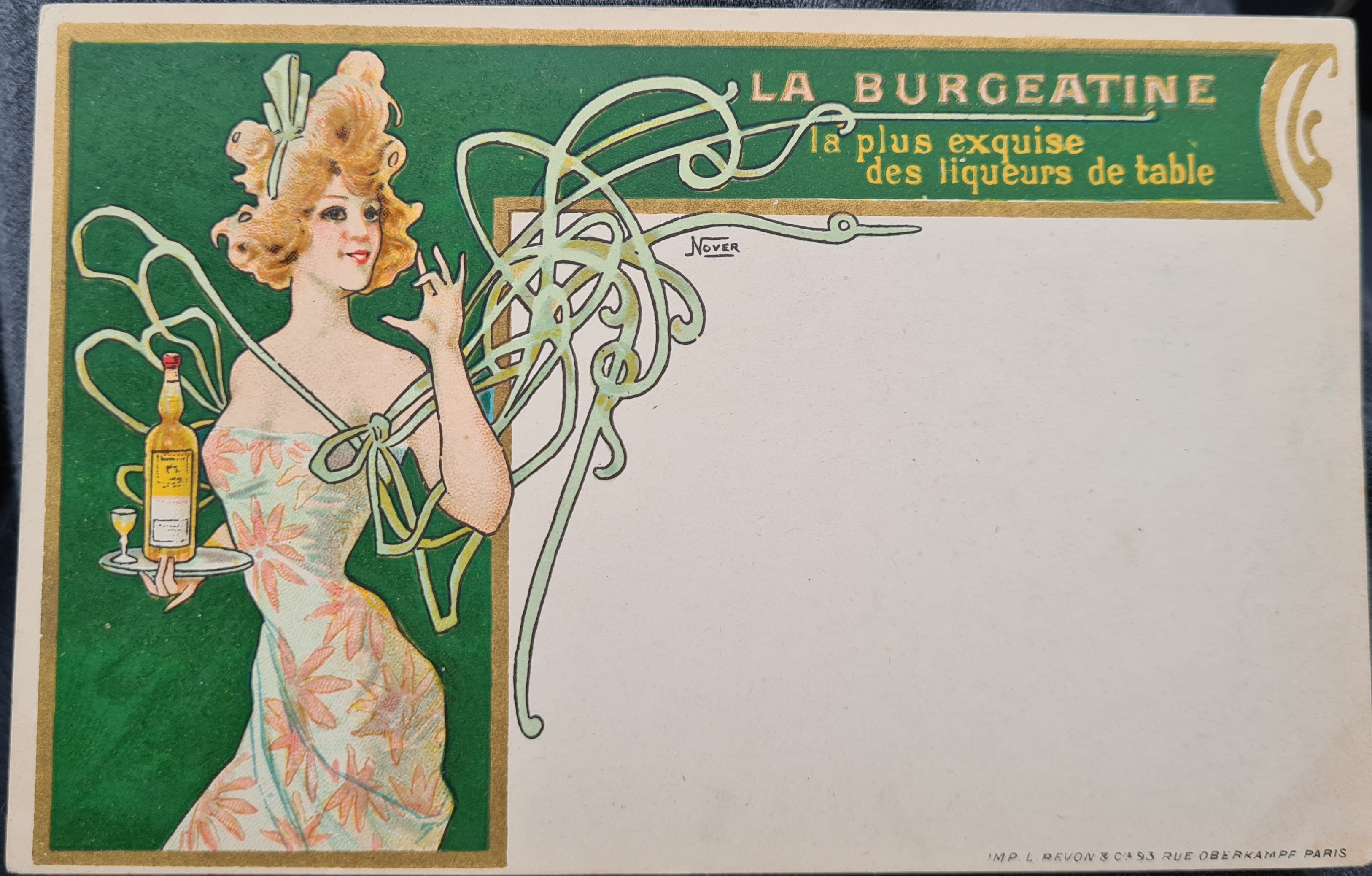
Carte La Burgeatine,

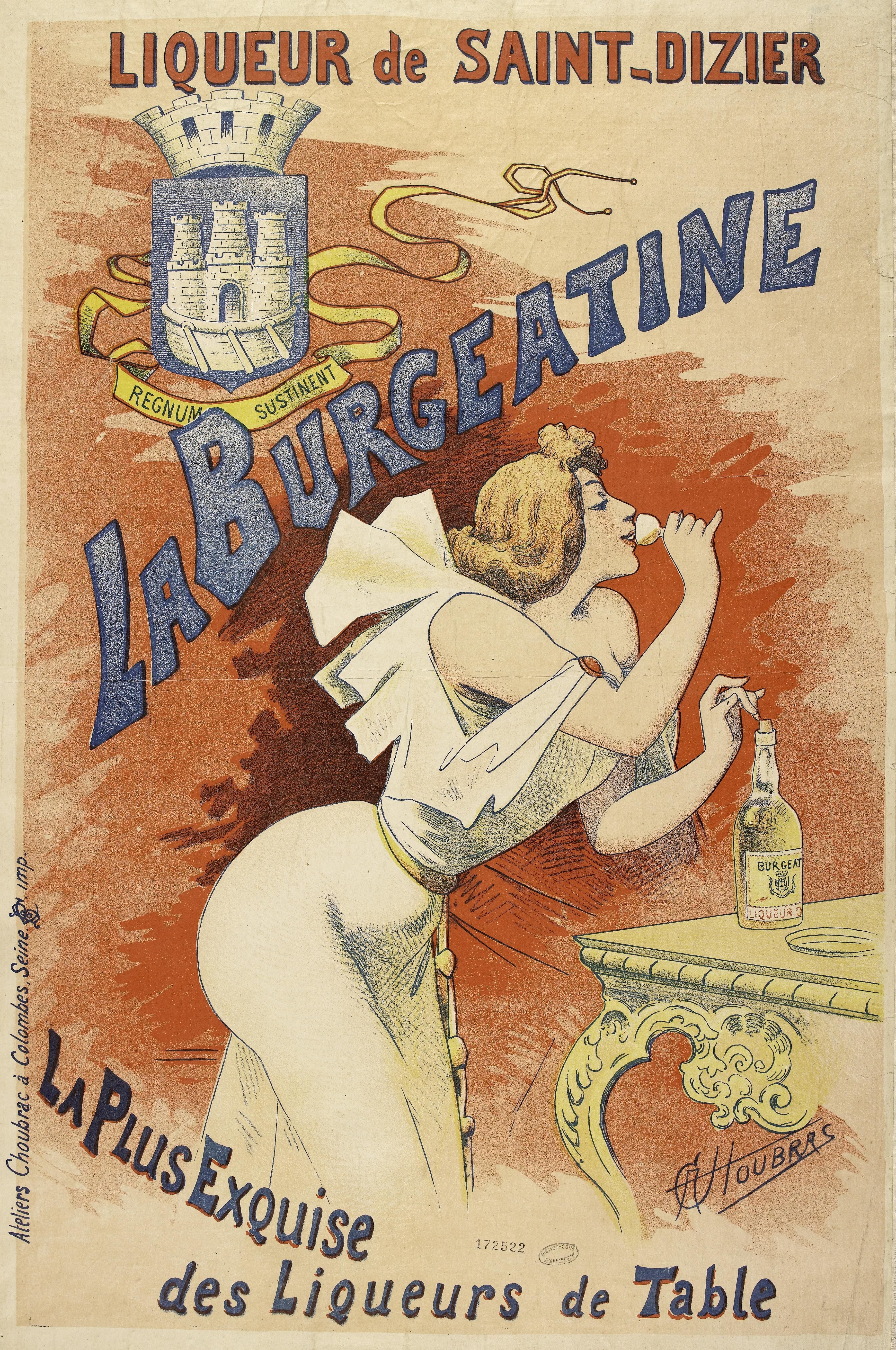
Affiche publicitaire Par Alfred Choubrac

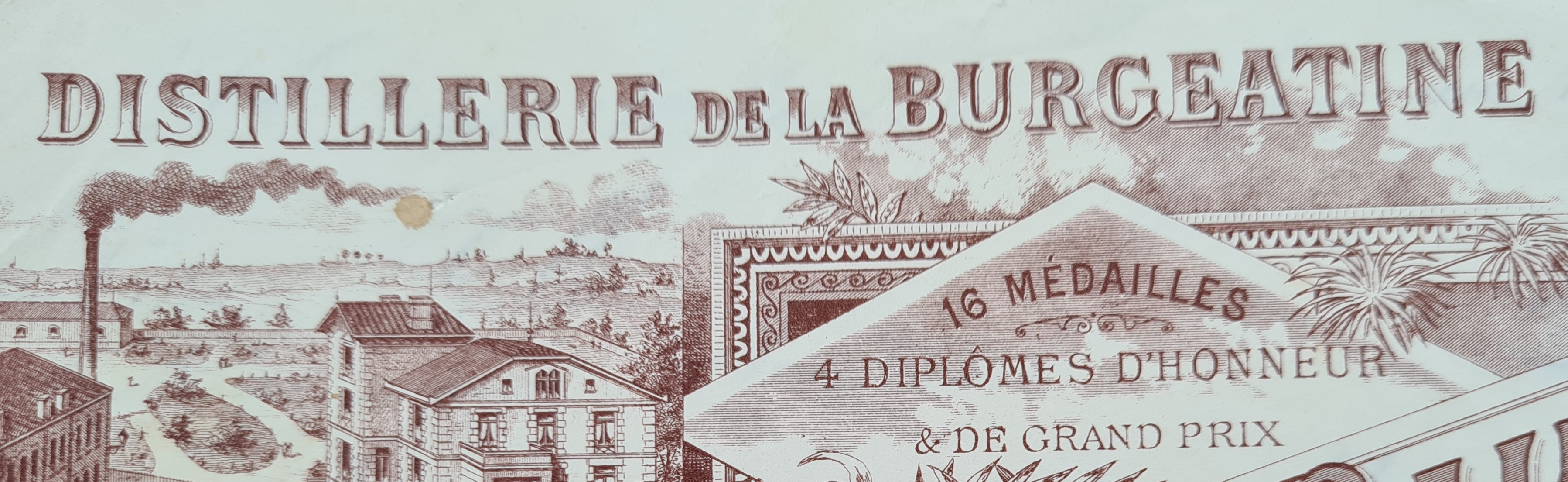
Distillerie de la Burgeatine

La Burgeatine est une maison fondée en 1854. La marque de liqueur fut créée par un négociant. Implantée à Saint-Dizier, la marque de liqueur s'était imposée comme l'une des liqueurs de table du XIXe siècle. Quand son fils lui succéda, l'entreprise possédait plusieurs distilleries. Le siège de la société déménagea à Paris en 1890.  

Le slogan de la Burgeatine était « la plus exquise des liqueurs de table »,.

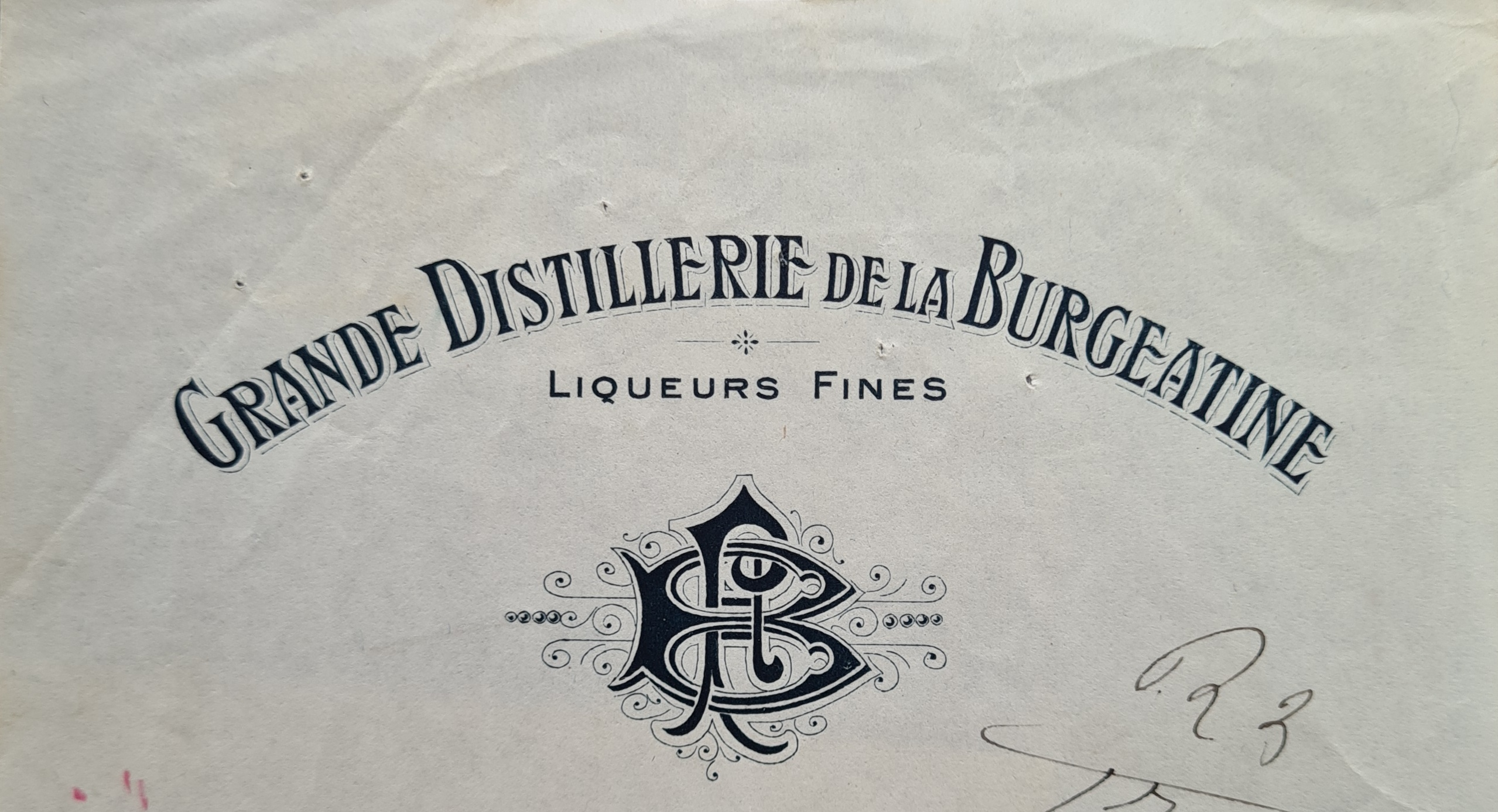
Grande distillerie de la Burgeatine

De nombreux artistes réalisèrent des supports publicitaires pour la marque Burgeatine. Alfred Choubrac créa notamment plusieurs affiches pour la marque.

## Les liqueurs

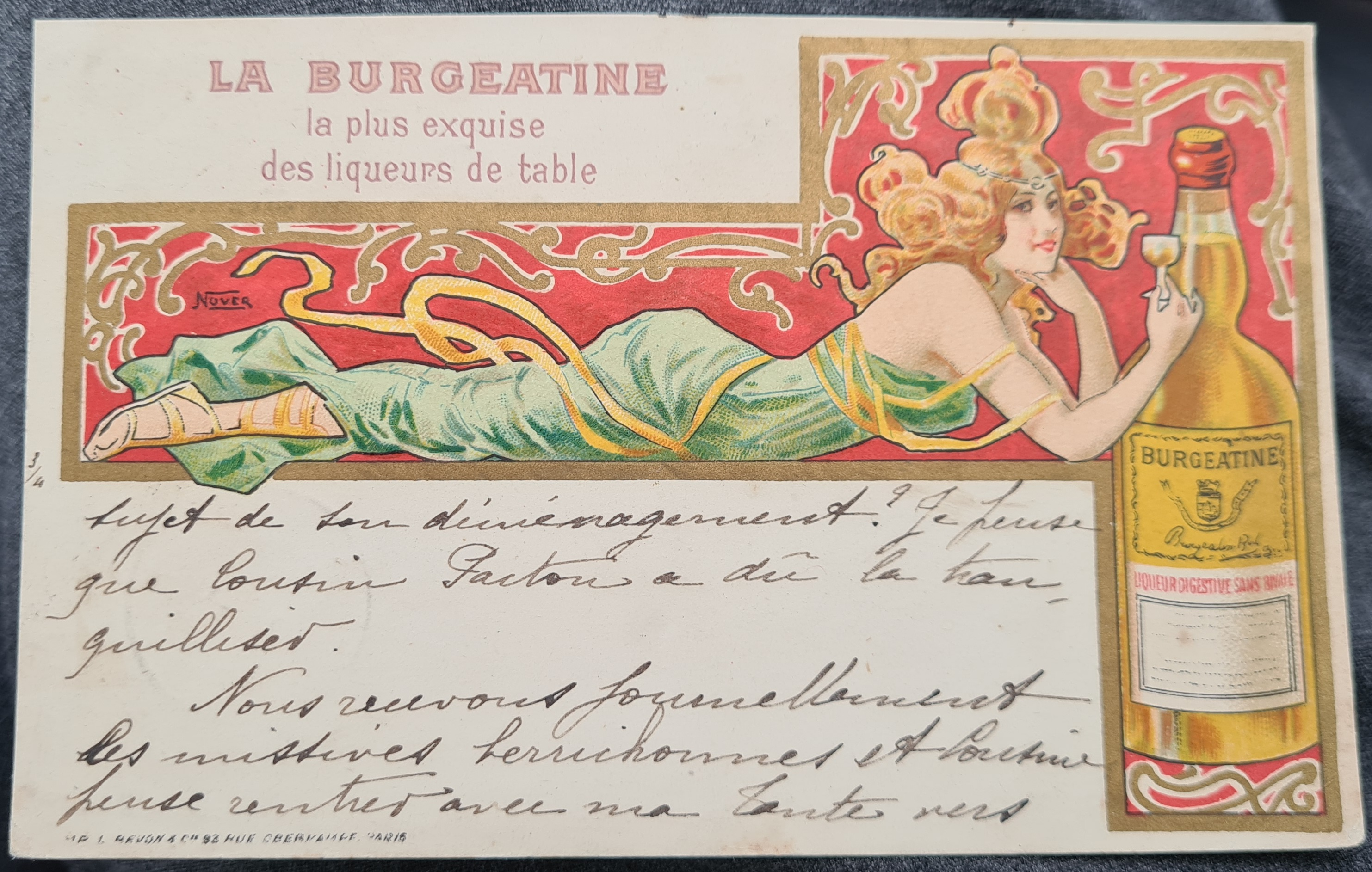
La Burgeatine.

La Burgeatine proposait deux liqueurs : une de couleur jaune et une verte. Les liqueurs étaient fabriquées avec de l'eau de vie. Les procédés de distillation utilisés avaient pour but d'obtenir une liqueur la plus pure possible. À son apogée, la marque fut récompensée et médaillée pour ses liqueurs et son savoir-faire notamment lors de l'Exposition universelle de 1900. La marque reçut 4 diplômes d'honneur et de grands prix, ainsi que 16 médailles,
La distillerie de la Burgeatine fonctionnait avec des machines à vapeur.